# 舍努瓦斯-屈沙尔穆瓦
舍努瓦斯-屈沙尔穆瓦（法語：Chenoise-Cucharmoy，法語發音：[ʃənwaz kyʃaʁmwa]）是法国塞纳-马恩省的一个市镇，属于普罗万区。该市镇于2019年由原市镇舍努瓦斯和屈沙尔穆瓦合并而成。

## 地理
舍努瓦斯-屈沙尔穆瓦（48°36'55"N, 3°11'39"E）面积48.68 平方千米，位于法国法蘭西島大區塞纳-马恩省，该省份为法国北部内陆省份，北起瓦兹省，西接埃松省、马恩河谷省、塞纳-圣但尼省和瓦兹河谷省，南至卢瓦雷省，东南接约讷省，东临马恩省和奥布省，东北接埃纳省。
与舍努瓦斯-屈沙尔穆瓦接壤的市镇（或旧市镇、城区）包括：巴诺-维勒加尼翁、茹伊勒沙泰勒、布里地区圣瑞斯特、维约香槟、迈松鲁日、维莱讷莱普罗万、莫尔特里、圣伊利耶。
舍努瓦斯-屈沙尔穆瓦的时区为UTC+01:00、UTC+02:00（夏令时）。

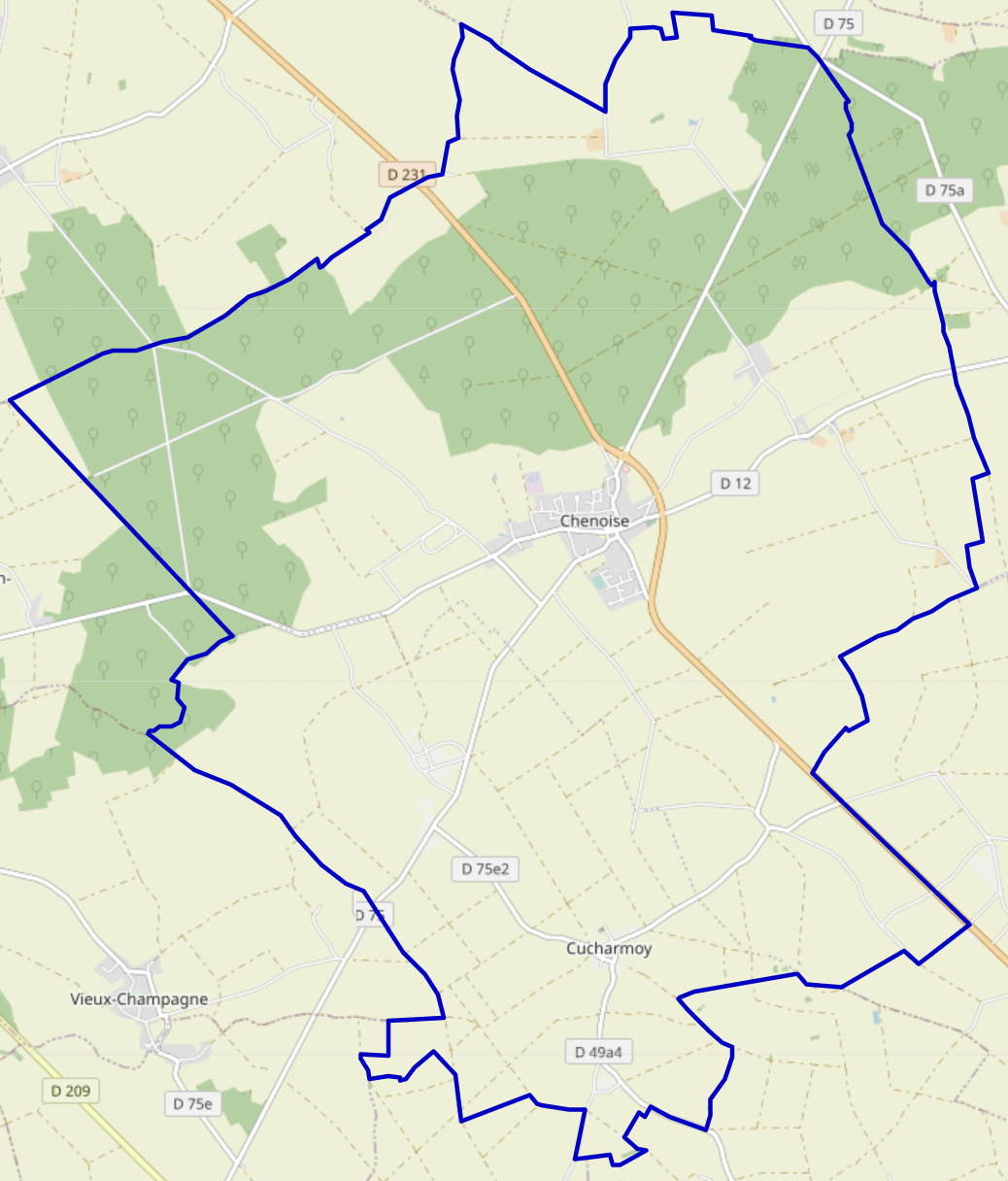
舍努瓦斯-屈沙尔穆瓦的OSM定位图

## 行政
舍努瓦斯-屈沙尔穆瓦的邮政编码为77160，INSEE市镇编码为77109。

## 政治
舍努瓦斯-屈沙尔穆瓦所属的省级选区为普罗万县。

## 人口
舍努瓦斯-屈沙尔穆瓦于2022年1月1日时的人口数量为1629人。